# Heinrich Strangmeier

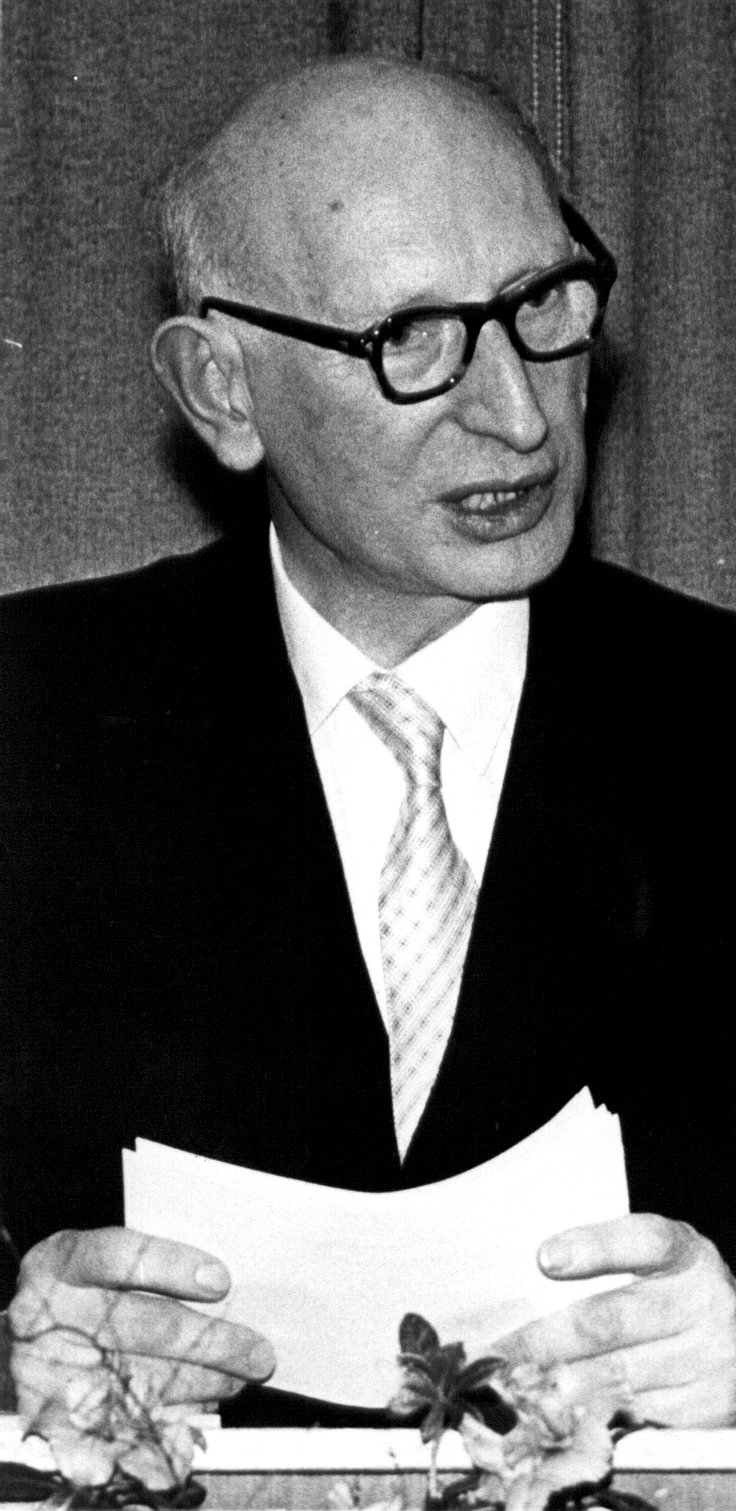
Heinrich Strangmeier

Heinrich Strangmeier (* 9. Januar 1899 in Oppendorf; † 30. Juni 1986 in Hilden) war ein deutscher Bibliothekar, Kommunalbeamter, Historiker, Herausgeber und Verleger in Hilden.

## Leben und berufliche Tätigkeiten
(Bearbeiteter Auszug aus dem Nachruf von Stadtarchivar Gerd Müller in Hildener Jahrbuch 1987)
Nach Besuch der Ev. Volksschule 1906–1913 absolvierte Strangmeier eine dreijährige Lehre bei der Amtsverwaltung in Levern.
Als Verwaltungsangestellter in Hünxe (Kreis Dinslaken) und schließlich in Bad Hönningen tätig, fand er während des Ersten Weltkrieges keine Möglichkeit zur beruflichen Fortbildung oder gar zum Ablegen von Prüfungen. Er war durch eine Krankheit schon als Kleinkind gehbehindert. Um wenigstens seinen großen Wissensdrang zu stillen, durchstöberte er die Buchhandlungen und beschritt mit 19 Jahren erstmals den Weg des Autodidakten für die Fachbereiche Literatur und Geschichte.
Weil ihm in Hilden die Möglichkeit zur Sekretärprüfung in Aussicht gestellt wurde, kam er am 28. Februar des Jahres 1921 nach Hilden, wo er als Verwaltungsgehilfe zunächst dem Stadtschulamt zugeteilt wurde. Dazu gehörte zu seiner großen Freude die Stadtbücherei. Mit einer einzigen, durch den Ruhrkampf des Jahres 1923 bedingten Unterbrechung, betreute er die Hildener Stadtbücherei nebenamtlich von 1921 bis 1930.
Hauptamtlich musste er im Herbst 1922 das neue Sekretariat des Tiefbauamtes und im Herbst 1923 die Zweigstelle Hilden des neugebildeten „Arbeitsnachweises Düsseldorf-Land“ (Arbeitsamt) als Leiter übernehmen. Der ihm versprochene Sekretärlehrgang begann Ende 1922 in Düsseldorf, das aber alsbald durch den französischen Ruhreinbruch mit öffentlichen Verkehrsmitteln nicht mehr erreichbar war.
Ohne jeden weiteren Schulbesuch und nur in Eigeninitiative vorbereitet, meldete er sich, als Düsseldorf wieder angefahren werden konnte, zur Sekretärprüfung an und bestand diese am 28. Mai 1925. Der Erfolg bewog ihn, einen Aufbaulehrgang an der städtischen Verwaltungsbeamtenschule in Düsseldorf zu belegen und sich zur „Inspektorprüfung“ anzumelden, die er am 13. Juli 1927 bestand. Seit 1925 besuchte er nebenher die Verwaltungsakademie in Düsseldorf, wobei sein Hauptinteresse, beeinflusst durch seine Tätigkeit im Arbeitsamt, der kommunalen Wirtschafts- und Sozialpolitik galt. Mit einer glänzenden Arbeit über Wirtschaftsdemokratie bestand er am 6. November 1930 die Diplomprüfung für Kommunalbeamte.
Hildens Bürgermeister Erich Lerch, dem die Neigungen und Interessen des nun 31-jährigen Heinrich Strangmeier nicht verborgen geblieben waren, versetzte ihn zunächst in das Volksbildungsamt, um ihm schließlich am 1. August 1930 hauptamtlich die Leitung der Stadtbücherei zu übertragen.
Noch größer war sein Schock, als 1933 NS-Parteifunktionäre und Bürger, das Verbrennen von Büchern verlangten, die sie nie gelesen hatten. Alle Bücher sozialistischen oder kommunistischen Inhalts, alle Bücher verfemter deutscher, ausländischer und jüdischer Schriftsteller waren plötzlich verschwunden. Er hatte einen Verkauf fingiert und den „Verkaufserlös“ aus seiner Tasche bezahlt. Unterdessen landete das gefährdete Schriftgut in seiner ostwestfälischen Heimat in einem Versteck.
Die Transaktion der Bücher konnte ihn, wurde sie entdeckt, Kopf und Kragen kosten. Einige wenige Eingeweihte, darunter sein Freund und späterer Bürgermeister Robert Gies und sein jüdischer Hauswirt Jakob Schmitz, rieten ihm dringend, sofort in die NSDAP einzutreten, damit er über jeden Verdacht erhaben war. Also wurde er am 1. Mai 1933 „Parteigenosse“. Nach den Büchern fragte ihn daraufhin tatsächlich niemand mehr.
Weil es viel zu gefährlich war, Schriften zu sozialen Problemen herauszugeben, wie er das eigentlich vorhatte, wandte er sich der auf Primärquellen aufbauenden Heimatforschung zu. Dazu ein eigenes Publikationsorgan benötigend, verfiel er auf den Gedanken, ein Hildener Jahrbuch zu verlegen, was ihm 1936 erstmals gelang. Zur Herausgabe der Hildener Jahrbücher hatte er 1938 eine eigene „Geschäftsstelle“ geschaffen, in der ein Mann und eine Frau arbeiteten. Beide waren bekannte Antifaschisten. Dem Arbeitsamt meldete er deren Tätigkeit und bewahrte sie so vor der Dienstverpflichtung. Zwei weitere Ausgaben des Jahrbuches folgten in den Jahren 1938 und 1941.
Als einzigen Lichtblick in jenen Tagen betrachtete er seine Teilnahme an einem Lehrgang der deutschen Büchereischule in Leipzig. Dort erwarb er nach schriftlicher und mündlicher Prüfung das Diplom für Volksbibliothekare. Nachdem ihm am 31. März 1938 ein Glückwunschschreiben zu seinem 25-jährigen Dienstjubiläum zugegangen war, wurde er endlich unter Berufung in das Beamtenverhältnis auf Lebenszeit am 1. Juli 1939 zum Stadtinspektor ernannt.
Bei Kriegsende erschienen zehn Tage nach dem Einmarsch der Amerikaner in Hilden zwei amerikanische Offiziere in seiner Wohnung, um ihm das Amt des Bürgermeisters anzubieten. Mit Hinweis auf seine Gebrechlichkeit lehnte er zwar ab, erklärte sich aber zur Mitarbeit auf kulturellem Gebiet sofort bereit. Daraufhin ernannten ihn die Amerikaner zum Beigeordneten.
Am 2. Mai 1945 trat er sein neues Amt an. Ihm unterstanden in der Folge das Kultur- und Wohlfahrtsdezernat, doch wurden ihm von der Militärregierung zusätzlich noch zahlreiche „Sonderaufgaben“ zugewiesen. Diese waren ihm zum Teil recht unangenehm, da sie aus Zwangsauflagen bestanden. Nachdem alsdann die Amerikaner von den Engländern abgelöst worden waren, wurde er zum Lohn stellvertretender Stadtdirektor. Die Bezeichnung „Beigeordneter“ wurde abgeschafft.
In zahlreichen „Denkschriften“ befasste er sich nun mit der Situation an den Schulen und kam zu dem Schluss, dass Hilden bislang „schulfeindlich“ gewesen sei, man sehe es an den alten Schulgebäuden. Bezüglich der Kulturarbeit war sein Ergebnis noch schlechter; denn er schrieb: „Kultur ist in Hilden gleich Null.“ Beide Missstände gedachte er abzustellen, sobald die Verhältnisse dies wieder erlaubten.
Schon 1945 holte er die 1933 ausgelagerten Bücher zurück. Dadurch hatte Hilden bereits kurz nach Kriegsende die bestbestückte Stadtbücherei weit und breit. Im gleichen Jahr, nämlich am 1. Oktober 1945, trat er in die kurz vorher neugegründete Ortsgruppe Hilden der SPD ein, betonte aber, dass er auch weiterhin behördliche oder parteiliche Beeinflussungsversuche ablehnen werde.
Es traf ihn sehr hart, dass die Militärregierung 1946 verfügte, alle, die vor dem 1. Mai 1937 Mitglied der NSDAP wurden, seien aus der Verwaltung zu entlassen; denn darunter fiel auch er. Sofort befand daraufhin der deutsche Entnazifizierungsausschuss, er habe in seinem dritten Hildener Jahrbuch ohnehin den Nationalsozialismus verherrlicht. Aus Finchley/England schrieben daraufhin seine früheren Vermieter, Eheleute Jakob und Else Schmitz, einen notariell beglaubigten Brief, aus dem hervorging, wer Heinrich Strangmeier wirklich war. Die Engländer handelten umgehend. Sie befanden ihn ohne Einschränkung für würdig, sein bisheriges Amt weiterzuführen. Damit war er voll rehabilitiert.
Wenn auch der Hunger groß war und die Not kaum zu beschreiben ist, so brachte er es doch fertig, wenigstens den Hunger nach geistiger Nahrung zu stillen. Die Bücherei und das Heimatmuseum florierten wieder, die Volkshochschule kam in Gang, Theatergastspiele, Konzerte und Dichter-abende wechselten einander ab. Schließlich und endlich richtete er am 1. September 1947 das Stadtarchiv ein, wodurch er seine heimatkundlichen Studien fortzuführen gedachte. Von den Aufgaben des Wohlfahrtdezernats ließ er sich entbinden. Dafür konzentrierte er sich nun voll und ganz auf die Schulen und die Kulturarbeit.
Eine kleine Anerkennung erhielt er dadurch, dass er am 18. Dezember 1947 zum Stadtamtmann befördert wurde.
1952 wurde eine neue Gemeindeordnung erlassen, die es den Gemeindevertretungen ermöglichte, „Beigeordnete“ zu wählen. Unter Entlassung aus dem Beamtenverhältnis auf Lebenszeit und unter Berufung in das Beamtenverhältnis auf Zeit wurde Heinrich Strangmeier am 1. Oktober 1953 „Beigeordneter, allgemeiner Vertreter des Stadtdirektors und Dezernent für das Schul- und Kulturwesen“. Nachdrücklich setzte er sich für den Neubau von Schulen, insbesondere im neuen Baugebiet am Holterhöfchen, ein und der Rat folgte seinen Vorschlägen.
Neben seinen dienstlichen Aufgaben widmete er sich nun auch wieder intensiv der Heimatforschung. Im Sommer des Jahres 1950 erschien nach langer Pause der Band 4 des Hildener Jahrbuchs, und bis 1971 stockte er diese Reihe bis auf 10 Bände auf.
Ab 1951 begann er damit, seine Quellensammlung zur Stadtgeschichte in der Reihe Niederbergische Beiträge zu veröffentlichen. Als Pensionär ab 30. Januar 1964 widmete er sich ganz der geliebten Heimatforschung. Das fand seinen Niederschlag in der Reihe „Niederbergische Beiträge“, die er bis 1980 als alleiniger Herausgeber auf 44 Bände aufstockte.
Dass das Hildener Jahrbuch in neuer Folge wieder erschien, freute ihn ebenso wie die Tatsache, dass er in Ernst Huckenbeck einen würdigen Nachfolger zur Herausgabe der Niederbergischen Beiträge gefunden hatte.
Strangmeier war seit dem 14. Mai 1941 mit der Pfarrerstochter Maria Conradi aus Halle-Trotha verheiratet.

## Ehrungen
- 28. Juli 1960 Fabriciusteller der Stadt Hilden für besondere Verdienste um die Heimatforschung
- 30. Januar 1964 Lacomblet-Plakette des Düsseldorfer Geschichtsvereins anl. Verabschiedung aus dem öffentlichen Dienst
- 9. Januar 1969 Stadtwappenschild der Stadt Hilden mit Fabriciusmedaille in Gold
- 5. Oktober 1977 Rheinlandtaler des Landschaftsverbands Rheinland
- 2004 Heinrich-Strangmeier-Saal, Veranstaltungssaal im Kultur- u. Weiterbildungszentrum „Altes Helmholtz“, Hilden

## Herausgeberschaft
- Hildener Jahrbücher
- Niederbergische Beiträge